# The Divine Lady
The Divine Lady és una pel·lícula dirigida per Frank Lloyd i protagonitzada per Corinne Griffith i Marie Dressler entre d'altres. Tot i que la pel·lícula, gràcies al sistema Vitaphone, té música i alguns actors interpreten alguna cançó (la cançó “Lady Divine", al principi, i fragments d'altres cançons més endavant), és muda pel que fa al diàleg. Està basada en la novel·la "The Divine Lady: a Romance of Nelson and Emma Hamilton" (1924) d'E. Barrington i es va estrenar el 22 de març de 1929. Frank Lloyd va guanyar l'Oscar al millor director i Corinne Griffith i John Seitz van ser nominats a l'Oscar a la millor actriu i a la millor fotografia amb aquesta pel·lícula.

## Argument
Estem al 1782. Emma Hart és una noia molt bonica filla d'un cuiner contractat per l'artista George Romney. La seva bellesa crida l'atenció del seu amic Charles Greville però al final acaba casant-se amb l'oncle d'aquest, Lord Hamilton, ambaixador britànic a la cort de Nàpols. Malgrat la diferència d'edat i de posició social el matrimoni és feliç i Emma esdevé la confident de la reina de Nàpols. Anys després, Emma coneix el capità Horatio Nelson i durant les guerres napoleòniques ella és fonamental per tal que els vaixells de Nelson es puguin aprovisionar d'aigua i provisions a Nàpols.
Malgrat que al principi es neguen a seguir els seus sentiments, Emma i Nelson acaben sent amants i vivint junts sense amagar-se. Les victòries de Nelson sobre els francesos i l'ajuda d'Emma al govern britànic durant la guerra porten que acabi tornant a Londres on són aclamats a la seva arribada. Tot i això, degut a la seva relació adúltera, la societat anglesa rebutja Emma que també es rebutjada pel seu espòs. Després que a Emma se li denegui una invitació al ball reial en honor de Nelson, aquest deixa Fanny, la seva dona, i es retira a la seva casa de camp amb Emma. Allà viuen feliços durant un temps però el govern demana a Nelson que de nou sigui el cap de la flota britànica. Malgrat que derrota els francesos de nou a la batalla de Trafalgar, Nelson cau greument ferit i mor rodejat dels seus homes pensant en Emma.

## Repartiment
- Corinne Griffith (Emma Hart)
- Victor Varconi (Horatio Nelson)
- H. B. Warner (Sir William Hamilton)
- Ian Keith (Honorable Charles Greville)
- Marie Dressler (Mrs. Hart)
- Montagu Love (capità Hardy)
- William Conklin (Romney)
- Dorothy Cumming (reina Maria Carolina)
- Michael Vavitch (rei Ferdinand)
- Evelyn Hall (Duquessa de Devonshire)
- Helen Jerome Eddy (Lady Nelson)
- Julia Swayne Gordon[3] (la comptessa d'Argyle)
- Joan Bennett[6] (no acreditada)
- Robert Parrish (noi de la pólvora, no acreditat)
- Godfrey Craig (noi de la pólvora, no acreditat)
- John McRea (extra, no acreditat)
- Harold Goodwin (extra, no acreditat)
- Bob Kortman (extra, no acreditat)
- Louis Mercier (extra, no acreditat)
- Grant Withers (extra, no acreditat)
- Gil Perkins (extra, no acreditat)

## Fitxa tècnica
- Direcció: Frank Lloyd
- Productora: First National Pictures Inc.
- Productor executiu: Richard A. Rowland
- Música original: Cecil Copping
- Fotografia: John F. Seitz[4]
- Muntatge: Hugh Bennett
- Direcció artística: Horace Jackson
- Decorats: Ray Moyer
- Maquillatge: Fred Carlton Ryle i Bert Sutch
- Ajudants de direcció: James Townsend i Thornton Freeland
- Efectes especials: Harry Redmond Sr.
- Càmeres: Alvin Knechtel i Ralph Hammeras
- Vestuari: Max Rée